# Piàoliang māma
Piàoliang māma é um filme de drama chinês de 2000 dirigido e escrito por Sun Zhou. Foi selecionado como representante da China à edição do Oscar 2001, organizada pela Academia de Artes e Ciências Cinematográficas.

## Elenco
- Gong Li